# Hermanas de la Beata Virgen
La Congregación de la Beata Virgen (oficialmente en italiano: Istituto della Beata Vergine), también conocida como Colegio de las Vírgenes, es una congregación religiosa católica femenina de vida apostólica y de derecho pontificio, fundada por la religiosa italiana Lucia Perotti en la ciudad de Cremona, en 1610. A las religiosas de este instituto se les conoce como hermanas de la Virgen y posponen a sus nombres las siglas C.B.V.

## Historia
La religiosa italiana Lucia Perotti concilió dos tipos de vida de consagración en la iglesia de Cremona, en una época donde la mujer consagrada solo tenía la opción de ser monja de clausura o virgen consagrada en su casa paterna, ella fundó una comunidad con el nombre de Colegio de las Vírgenes, el 6 de mayo de 1610. Perotti recibió la aprobación de parte del cardenal Paolo Emilio Sfondrati para llevar a cabo su estilo de vida. Visto que fueron consideradas religiosas, las mujeres fueron, en más de una ocasión, obligadas a abrazar la clausura o amenazadas de cerrar el instituto.
Durante el periodo de las supresiones de los institutos religiosos, en Italia, las hermanas de la Virgen se salvaron, puesto sus votos no eran considerados legales jurídicamente, por lo tanto se les permitió vivir en el Colegio, fundado por Perotti. El 27 de febrero de 1933 el instituto fue reconocido por la Santa Sede como congregación de derecho pontificio.

## Organización
La Congregación de Hermanas de la Beata Virgen es un instituto religioso centralizado, cuyo gobierno es ejercido por una superiora general, coadyuvada por su consejo. La sede central se encuentra en Cremona.
Las hermanas de la Virgen se dedican exclusivamente a la educación y formación cristiana de la juventud. En 2015, eran unas 282 religiosas, distribuidas en 32 comunidades, presentes en Italia, Kenia y Sri Lanka.